# هامور مالاباری
هامور مالاباری نوعی ماهی است است خانواده هامورماهیان (Serranidae).
بیشینهٔ اندازهٔ بدن این ماهی به ۱۰۰ تا ۲۰۰ سانتیمتر هم می‌رسد. هامور مالاباری را معمولاً با قلاب دستی، گرگور، تور گوشگیر و تور کف‌روب (ترال کف) می‌گیرند.

## مشخصات
بدن کشیده و رنگ سر و بدن خاکستری و قهوه‌ای کمرنگ که با لکه‌های کوچک نارنجی و قهوه‌ای و طلایی یا قهوه‌ای تیره پوشیده شده‌است. باله پشتی دارای ۱۱ شعاع سخت و ۱۴ تا ۱۶ شعاع نرم، باله سینه‌ای دارای ۱۸ تا ۲۰ شعاع نرم، تعداد فلس‌های خط جانبی ۵۶ تا ۶۷ عدد می‌باشد، فلسها در بخش میانی هر طرف بدن از نوع شانه‌ای هستند. در بخش میانی ـ جانبی فک پائین دارای ۲ ردیف دندان است.

## زیستگاه
در آب‌های کدر در مناطق مصبی بندرها و مناطق صخره‌ای تا عمق ۳۰ متر زیست می‌نمایند. معمولاً با گونه E.tauvina اشتباه می‌شود، در حالی که عادات و رفتار کاملاً متفاوتی دارند، یکی از گونه‌های بزرگ این تیره به‌شمار می‌آید.